# Hamadryas magellanica
Hamadryas magellanica là một loài thực vật có hoa trong họ Mao lương. Loài này được Lam. miêu tả khoa học đầu tiên năm 1789.